# Conan IV av Bretagne
Conan IV av Bretagne, född 1138, död 1171, var en regerande hertig av Bretagne från 1156 till 1166. Ha har abdikerade för sin dotter Constance 1166.